# San Francisco de Asís y el hermano León
San Francisco de Asís y el hermano León  es un lienzo atribuido a Doménikos Theotocópuli  —el Greco— realizado hacia 1595, que conserva en el colegio de los Padres Escolapios en Monforte de Lemos (Lugo).

## Introducción
San Francisco de Asís fue el tema que más veces representaron el Greco y su taller —en diez composiciones diferentes— siempre según los prototipos que exigían los cánones artísticos de la Contrarreforma. Según Harold Wethey, 24 obras serían básicamente de su propia mano. También según este autor, otras 105 pinturas serían simplemente obra de su taller, con alguna eventual participación del maestro

## Descripción de la obra
- Colegio de Nuestra Señora de la Antigua (Monforte de Lemos);[5]
- Pintura al óleo sobre lienzo;
- Dimensiones:155 x 100 cm;
- Datación: hacia 1590-1595;
- Firma —seguramente espuria— con letras griegas en cursiva, amplias y desiguales: δομήνικος θεοτοκóπουλος ε'ποíει;
- Consta con la referencia X-321 en el catálogo razonado de Wethey y con la 132-j en el de Tiziana Frati.[6]

En esta variante, san Francisco está representado como un anacoreta penitente en meditación. Se encuentra arrodillado y sosteniendo una calavera. A sus pies encontramos al hermano León en actitud orante. El fondo es un cielo nublado, las figuras son alargadas y las telas ocultan sus anatomías.
Según Wethey, la presente pintura se encuentra en malas condiciones, y fue pésimamente restaurado, de forma que es imposible saber cual fue la intervención del Greco. Las largas pinceladas son poco corrientes en este maestro, y deben atribuirse al restaurador.